# 柳伸
柳伸（？年—？年），字雅厚，蜀郡成都人。為三國時期蜀漢的大臣。

## 生平
年少時與同郡杜禎、柳隱並知名。曾為益州牧諸葛亮闢為從事，後歷任漢嘉、巴東太守。天下歸晉後，被舉薦為秀才，官至益州都督度支，輔助杜禎鎮守梁、益二州。卒於官。

## 家庭

### 子
- 柳純，字偉叔，歷任巴郡、宜都、建平三郡太守，西夷、長水二校尉，官至西晉巴東監軍。王敦政變時曾向天下廣傳檄文。[2][3]